# Origins Award
Pour les articles homonymes, voir Award.
Les Origins Awards, présentés par l’Academy of Adventure Gaming Arts and Design (AAGAD), sont des récompenses attribuées à des jeux lors de l’Origins International Game Expo qui a lieu chaque année à Columbus, Ohio, fin juin ou début juillet. Les Origins Awards sont décernés pour les jeux de l'année précédente (par exemple les récompenses de 1990 sont attribuées lors de l'expo de 1991).

## Présentation et historique
À l'origine, les Charles Roberts Awards étaient décernés pendant l'exposition, à des jeux dans cinq catégories :
- meilleur jeu professionnel ;
- meilleur jeu amateur ;
- meilleur magazine professionnel ;
- meilleur magazine amateur ;
- Hall of Fame.

Depuis la première cérémonie, les catégories ont été étendues pour inclure les jeux de société (traditionnel, historique et abstrait), les jeux de cartes (traditionnel et d'échange), les jeux de guerre miniature (historique, science-fiction et fantasy), les jeux de rôle et les jeux par mail. Il y a également des catégories supplémentaires pour le design, pour les extensions et les accessoires de jeux, et pour les jeux de fiction. Durant les années 1980 et 1990, une récompense était attribuée aux jeux sur ordinateur. À partir de 2003, une nouvelle catégorie appelée Vanguard Award (récompense d'avant-garde) récompense le jeu le plus innovant.
Le trophée des Origins Award est généralement désigné sous le nom de Calliope, car la statuette ressemble à une Muse du même nom. Les membres de l'académie le surnomment souvent « Callie ».
Les catégories sont très fluctuantes, nombreuses, et ne correspondent généralement pas aux récompenses traditionnellement attribuées en Europe. Seules sont présentées ici les récompenses attribuées au meilleur jeu de société non-historique, au meilleur jeu de rôle traditionnel et au jeu de l'année lorsqu'il a été décerné. L'intégralité des jeux récompensés est disponible en anglais sur le site de l'organisation.

## Jeux récompensés
| Année | Prix                                                                     | Jeu / Magazine                          | Auteur(s)                                                      | Éditeur                             |
| ----- | ------------------------------------------------------------------------ | --------------------------------------- | -------------------------------------------------------------- | ----------------------------------- |
| 1975  | Meilleur jeu amateur                                                     | Manassas                                |                                                                | Historical Simulations              |
| 1975  | Meilleur jeu professionnel                                               | Third Reich                             |                                                                | The Avalon Hill Game                |
| 1975  | Meilleur magazine amateur                                                | Albion                                  |                                                                |                                     |
| 1975  | Meilleur magazine professionnel                                          | Strategy & Tactics                      |                                                                | SPI                                 |
| 1976  | Meilleur jeu amateur                                                     | La Bataille de Moscowa                  |                                                                | Martial                             |
| 1976  | Meilleur jeu professionnel                                               | Kingmaker                               |                                                                | Philmar/AH                          |
| 1976  | Meilleur magazine amateur                                                | Jagdpanther/Battlefield                 |                                                                |                                     |
| 1976  | Meilleur magazine professionnel                                          | Strategy & Tactics                      |                                                                | SPI                                 |
| 1977  | Meilleur jeu de stratégie                                                | The Russian Campaign                    |                                                                | The Avalon Hill Game Company        |
| 1977  | Meilleur jeu tactique                                                    | Terrible Swift Sword                    |                                                                | SPI                                 |
| 1977  | Meilleurs graphismes                                                     | Avalanche                               |                                                                | GDW                                 |
| 1977  | Meilleur magazine amateur                                                | Jagdpanther/Battlefield                 |                                                                |                                     |
| 1977  | Meilleur magazine professionnel                                          | Strategy & Tactics                      |                                                                | SPI                                 |
| 1978  | Meilleur jeu de stratégie                                                | Victory in the Pacific                  |                                                                | The Avalon Hill Game Company        |
| 1978  | Meilleur jeu tactique                                                    | Squad Leader                            |                                                                | The Avalon Hill Game Company        |
| 1978  | Meilleur jeu de plateau fantaisie                                        | War of the Ring                         |                                                                | SPI                                 |
| 1978  | Meilleur magazine amateur                                                | The Space Gamer                         |                                                                | Metagaming                          |
| 1978  | Meilleur magazine professionnel                                          | Strategy & Tactics                      |                                                                | SPI                                 |
| 1978  | Meilleure série de figurines historiques                                 | Hinchliffe                              |                                                                | Hinchliffe                          |
| 1978  | Meilleure série de figurines fantaisies                                  | Ral Partha                              |                                                                | Ral Partha                          |
| 1978  | Meilleure série de véhicules miniatures                                  | GHQ Microarmor                          |                                                                | GHQ                                 |
| 1978  | Les meilleures règles napoléoniennes                                     | Empire                                  |                                                                | Empire Game                         |
| 1978  | Les meilleures règles de jeu de rôle Plus grande contribution au "Hobby" | Dungeons & Dragons                      |                                                                | TSR                                 |
| 1978  | Meilleur magazine professionnel couvrant les figurines et jeux de rôles  | The Dragon                              |                                                                | TSR                                 |
| 1979  | Meilleur jeu de guerre de fantaisie ou de science-fiction                | Mayday                                  |                                                                | GDW                                 |
| 1979  | Meilleur jeu avec thématique pré-XXe siècle                              | Source of the Nile                      |                                                                | Discovery                           |
| 1979  | Meilleur jeu amateur                                                     | Source of the Nile                      |                                                                | Discovery                           |
| 1979  | Meilleur jeu avec thématique du XXe siècle                               | To the Green Fields Beyond              |                                                                | SPI                                 |
| 1979  | Meilleurs graphismes de jeu de guerre                                    | Cross of Iron                           |                                                                | The Avalon Hill Game Company        |
| 1979  | Meilleur magazine professionnel                                          | Fire & Movement                         |                                                                | Rodger MacGowan & Baron Publishing  |
| 1979  | Meilleur magazine amateur                                                | Perfidious Albion                       |                                                                | Charles Vasey                       |
| 1979  | Meilleure série de figurines historiques                                 | Days of the Empire                      |                                                                | Ral Partha                          |
| 1979  | Meilleure série de figurines fantaisies ou de science fiction            | Fantasy Collectors Series               |                                                                | Ral Partha                          |
| 1979  | Meilleure série de véhicules miniatures                                  | Modern Micro Armor                      |                                                                | GHQ                                 |
| 1979  | Meilleur jeu de figurines                                                | Fire & Steel                            |                                                                | GDW                                 |
| 1980  | Meilleur jeu de fantaisie ou de science-fiction                          | The Creature that Ate Sheboygan         |                                                                | SPI                                 |
| 1980  | Meilleur jeu avec thématique pré-XXe siècle                              | Napoleon at Leipzig                     |                                                                | OSG                                 |
| 1980  | Meilleur jeu avec thématique du XXe siècle                               | City Fight                              |                                                                | SPI                                 |
| 1980  | Meilleur première sortie                                                 | Ironclads                               |                                                                | Yaquinto                            |
| 1980  | Meilleur jeu de rôle                                                     | Commando                                |                                                                | SPI                                 |
| 1980  | Meilleur jeu de rôle aventure                                            | Kinunir                                 |                                                                | GDW                                 |
| 1980  | Meilleure série de figurines historiques                                 | System Seven Napoleonics                |                                                                | GDW                                 |
| 1980  | Meilleure série de figurines fantaisies ou de science-fiction            | Collectables                            |                                                                | Ral Partha                          |
| 1980  | Meilleure série de figurines de voiture                                  | OGRE Series                             |                                                                | Martian Metals                      |
| 1980  | Meilleur magazine professionnel de figurines                             | The Courier                             |                                                                | Courier Publishing                  |
| 1980  | Meilleur magazine professionnel de jeux de rôle                          | Journal of the Travellers Aid Society   |                                                                | GDW                                 |
| 1980  | Meilleur magazine amateur                                                | Perfidious Albion                       |                                                                | Charles Vasey                       |
| 1980  | Meilleure règle de jeu naval du XXe siècle de tous les temps             | General Quarters                        |                                                                | Brookhurst                          |
| 1980  | Meilleure règle de jeu antique ou médiéval de tous les temps             | Chivalry & Sorcery                      |                                                                | Fantasy Games Unlimited             |
| 1995  | Meilleur jeu de société historique                                       | Roads to Gettysburg                     | -                                                              | Avalon Hill                         |
| 1995  | Meilleur jeu de société de science-fiction ou de fantasy                 | Robo Rally                              | Richard Garfield                                               | Wizards of the Coast                |
| 1995  | Meilleur jeu de société non-historique                                   | Empire Builder (en): Australian Rails   | -                                                              | Mayfair Games                       |
| 1995  | Meilleur jeu de rôle                                                     | Castle Falkenstein                      | Mike Pondsmith                                                 | R. Talsorian                        |
| 1996  | Meilleur jeu de cartes                                                   | Middle-earth: The Wizards               |                                                                | Iron Crown Enterprises              |
| 1996  | Meilleur jeu de société de science-fiction ou de fantasy                 | Star Wars D6 Édition Étendue            |                                                                | West End Games                      |
| 1996  | Meilleur jeu de rôle                                                     | Giovanni Chronicle: The Last Supper     | -                                                              | White Wolf Game Studio              |
| 1997  | Meilleur jeu de société de science-fiction ou de fantasy                 | Warhammer Fantasy Battle 5e édition     | Rick Priestley                                                 | Games Workshop                      |
| 1998  | Meilleur jeu de société de science-fiction ou de fantasy                 | Grand Prix pour Robo Rally              | Richard Garfield Glenn Elliott                                 | Wizards of the Coast                |
| 1998  | Meilleur jeu de société non-historique                                   | Kill Doctor Lucky                       | James Ernest                                                   | Cheapass Games                      |
| 1998  | Meilleur jeu de rôle                                                     | Le Livre des cinq anneaux               | John Wick                                                      | Alderac Entertainment Group         |
| 1999  | Meilleur jeu de cartes                                                   | Guillotine                              | Paul Peterson                                                  | Wizards of the Coast Play Factory   |
| 1999  | Meilleur jeu de société non-historique                                   | What Were You Thinking?                 | Richard Garfield                                               | Wizards of the Coast                |
| 1999  | Meilleur jeu de rôle                                                     | Star Trek : The Next Generation RPG     | -                                                              | Last Unicorn Games                  |
| 1999  | Meilleur jeu d'action pour ordinateur                                    | Star Wars: Rogue Squadron               | Factor 5                                                       | LucasArts                           |
| 2000  | Meilleur jeu de société non-historique                                   | Button Men                              | James Ernest                                                   | Cheapass Games                      |
| 2000  | Meilleur jeu de rôle                                                     | Les Secrets de la septième mer          | John Wick Jennifer Wick Kevin Wilson                           | Alderac Entertainment Group         |
| 2001  | Meilleur jeu de société non-historique                                   | Icehouse : The Martian Chess Set        | Andrew Looney John Cooper                                      | Looney Labs                         |
| 2001  | Meilleur jeu de rôle                                                     | Donjons et Dragons                      | Jonathan Tweet Monte Cook Skip Williams                        | Wizards of the Coast                |
| 2002  | Jeu de l'année                                                           | Hackmaster                              | Jolly R. Blackburn Brian Jelke Steve Johansson David S. Kenzer | Kenzer & Co.                        |
| 2002  | Meilleur jeu de société non-historique                                   | Cosmic Coasters                         | Andrew Looney                                                  | Looney Labs                         |
| 2002  | Meilleur jeu de rôle                                                     | Adventure!                              | James Kiley Michael B. Lee Clayton Oliver                      | White Wolf Game Studio              |
| 2003  | Jeu de l'année                                                           | Mechwarrior : Dark Age                  | Matt Robinson Paul Nobles                                      | WizKids Games                       |
| 2003  | Meilleur jeu de société non-historique                                   | Kingdoms                                | Reiner Knizia                                                  | Fantasy Flight Games                |
| 2003  | Meilleur jeu de rôle                                                     | The Lord of the Rings Role-Playing Game | Steven S. Long John D. Rateliff Christian Moore Matt Forbeck   | Decipher                            |
| 2004  | Jeu de l'année                                                           | Indy HeroClix                           | -                                                              | WizKids Games                       |
| 2004  | Meilleur jeu de société non-historique                                   | Zendo                                   | Kory Heath                                                     | Icehouse Games                      |
| 2004  | Meilleur jeu de rôle                                                     | Angel                                   | -                                                              | Eden Studios                        |
| 2005  | Meilleur jeu de société                                                  | Les Aventuriers du rail                 | Alan R. Moon                                                   | Days of Wonder                      |
| 2005  | Meilleur jeu de rôle                                                     | Ars Magica: 5th Edition                 | Jonathan Tweet Mark Rein-Hagen                                 | Atlas Games                         |
| 2005  | Meilleur jeu de société par les joueurs                                  | Betrayal at House on the Hill           | Bruce Glassco                                                  | Avalon Hill                         |
| 2006  | Jeu de l'année                                                           | Warmachine: Apotheosis                  | Matt Wilson Jason Soles Rob Stoddard                           | Privateer Press                     |
| 2006  | Meilleur jeu de société                                                  | Parthenon: Rise of the Aegean           | Andrew Parks Jason Hawkins                                     | Siren Bridge Publishing Z-Man Games |
| 2006  | Meilleur jeu de rôle                                                     | Artesia                                 | Mark Smylie                                                    | Archaia Studios Press               |
| 2006  | Meilleur jeu de société par les joueurs                                  | Les Chevaliers de la Table Ronde        | Bruno Cathala Serge Laget                                      | Days of Wonder                      |
| 2007  | Meilleur jeu de société                                                  | Treehouse                               | -                                                              | Looney Labs                         |
| 2007  | Meilleur jeu de rôle                                                     | Burning Empires                         | -                                                              | Burning Wheel                       |
| 2008  | Meilleur jeu de société                                                  | StarCraft: The Board Game               | Corey Konieczka ChristianT.Petersen                            | Fantasy Flight Games                |
| 2008  | Meilleur jeu de rôle                                                     | Aces & Eights: Shattered Frontier       |                                                                | Kenzer & Company                    |
| 2009  | Meilleur jeu de société                                                  | Pandemic                                | Matt Leacock                                                   | Z-Man Games                         |
| 2009  | Meilleur jeu de rôle                                                     | Mouse Guard                             | Luke Crane David Petersen                                      | Archaia Studios Press               |
| 2010  | Meilleur jeu de société                                                  | Space Hulk                              | -                                                              | Games Workshop                      |
| 2010  | Meilleur jeu de rôle                                                     | Eclipse Phase                           | Rob Boyle Brian Cross                                          | Catalyst Game Labs                  |
| 2011  | Meilleur jeu de société                                                  | Castle Ravenloft                        | -                                                              | Wizards of the Coast                |
| 2011  | Meilleur jeu de rôle                                                     | The Dresden Files: Your Story           | -                                                              | Evil Hat Production                 |
| 2012  | Meilleur jeu de société                                                  | Conquest of Nerath                      | -                                                              | Wizards of the Coast                |
| 2012  | Meilleur jeu de rôle                                                     | Arcanis                                 | -                                                              | Paradigm Concepts                   |
| 2013  | Meilleur jeu de société                                                  | Lords of Waterdeep                      | Peter Lee Rodney Thompson                                      | Wizards of the Coast                |
| 2013  | Meilleur jeu de rôle                                                     | Marvel Heroic Roleplaying Basic Games   | -                                                              | Margaret Weis Productions           |
| 2014  | Meilleur jeu de société                                                  | Trains                                  | -                                                              | Alderac Entertainment Group         |
| 2014  | Meilleur jeu de rôle                                                     | Numenera                                | -                                                              | Monte Cook Games                    |
| 2015  | Meilleur jeu de société                                                  | Sheriff of Nottingham                   | Sérgio Halaban André Zatz                                      | Arcane Wonders                      |
| 2015  | Meilleur jeu de rôle                                                     | Dungeon & Dragons: Players Handbook     | -                                                              | Wizards of the Coast                |
| 2015  | Meilleur jeu de société par les joueurs                                  | Dead of Winter                          | -                                                              | Plaid Hat Games                     |
| 2016  | Jeu de l'année                                                           | Codenames                               | Vlaada Chvátil                                                 | Czech Games Edition                 |
| 2016  | Meilleur jeu de société                                                  | Star Wars: Imperial Assault             | -                                                              | Fantasy Flight Games                |
| 2016  | Meilleur jeu de rôle                                                     | Star Wars: Force and Destiny            | -                                                              | Fantasy Flight Games                |
| 2016  | Meilleur jeu de société par les joueurs                                  | Codenames                               | Vlaada Chvátil                                                 | Czech Games Edition                 |
| 2017  | Jeu de l'année                                                           | Scythe                                  | Jamey Stegmaier                                                | Stonemaier Games                    |
| 2017  | Meilleur jeu de société                                                  | Scythe                                  | Jamey Stegmaier                                                | Stonemaier Games                    |
| 2017  | Meilleur jeu de société par les joueurs                                  | Scythe                                  | Jamey Stegmaier                                                | Stonemaier Games                    |
| 2017  | Meilleur jeu de rôle                                                     | No Thank You, Evil!                     | -                                                              | Monte Cook Games                    |
| 2018  | Jeu de l'année                                                           | Gloomhaven                              | -                                                              | Cephalofair                         |
| 2018  | Meilleur jeu de société                                                  | Gloomhaven                              | -                                                              | Cephalofair                         |
| 2018  | Meilleur jeu de société par les joueurs                                  | Gloomhaven                              | -                                                              | Cephalofair                         |
| 2018  | Meilleur jeu de rôle                                                     | Adventures in Middle-earth              | -                                                              | Cubicle 7                           |
| 2019  | Jeu de l'année                                                           | Root                                    | Cole Wehrle Kyle Ferrin                                        | Leder Games                         |
| 2019  | Meilleur jeu de société                                                  | Root                                    | Cole Wehrle Kyle Ferrin                                        | Leder Games                         |
| 2019  | Meilleur jeu de rôle                                                     | Vampire : La Mascarade, 5e Édition      | Mark Rein•Hagen                                                | Modiphius Entertainment             |
| 2020  | Jeu de l'année                                                           | Tiny Towns                              | Peter McPherson Matt Paquette Gong Studios                     | Alderac Entertainment Group         |
| 2020  | Meilleur jeu de société                                                  | Tiny Towns                              | Peter McPherson Matt Paquette Gong Studios                     | Alderac Entertainment Group         |
| 2020  | Meilleur jeu de rôle                                                     | Teens in Space                          | Jonathan Gilmour Doug Levandowski                              | Renegade Game Studios               |